# Shanadoo
Shanadoo – japoński girlsband, który funkcjonuje również na rynku europejskim. Managerem i producentem jest David Brandes (Vanilla Ninja, E-Rotic, Maarja). W 2006 roku grupa zadebiutowała piosenką "King Kong", będącą japońską wersją utwory o tej samej nazwie wykonywanym po angielsku przez grupę E-Rotic w 2001 roku. Japońską wersję tego utworu przed Shanadoo w 2005 roku wylansowała dziewczęca 4-osobowa grupa Hinoi Team, która rozpadła się w 2007 roku. Wcześniej Manami, Junko i Chika pod kierownictwem Avex Trax tworzyły zespół Vivace wraz z Kotomi Ban. Jednak w niedługim czasie Kotomi zrezygnowała. Zespół wznowił się, przyjęto Marinę do zespołu i tak powstało Shanadoo. Teledyski dziewcząt były emitowane na niemieckiej nieistniejącej już stacji VIVA Plus. W ciągu 8 lat działalności Girlsband nagrał 3 albumy.
Kolejne single My Samurai, Guilty Of Love i Hypnotized, również zostały dobrze przyjęte przez niemiecką publiczność. Następną, udaną płytą zespołu był krążek The Symbol gdzie startowym singlem był Think About The Omen której producentem również był menadżer zespołu David Brandes.
Po wielu sukcesach na Europejskim rynku przyszedł czas na podbój publiczności ze Wschodu. Dziewczęta zebrały materiał na kolejny album, tym razem re-debut (ponowny debiut)
LAUNCH PARTY!!! który wszedł na rynek 25.11.09 r. jest on kierowany w szczególności do nowych fanów z rodzimego kraju, czyli Japonii. Pierwszym singlem z tej płyty jest Next life świetnie przyjmujący się na listy przebojów, z teledyskiem innym niż dotychczasowe w stylu Shanadoo. W maju 2014 roku zespół zakończył działalność. Dziewczyny nie wykluczają powrotu w przyszłości, jednak na razie planują udział w innych projektach i karierę solową.

## Członkinie zespołu
- Junko Fukuda (jap. 福田 淳子 Fukuda Junko) – ur. 19 lutego 1984;
- Chika Shibuya (jap. 渋谷 千賀 Shibuya Chika) – ur. 14 września 1985;
- Manami Fuku (jap. 福 愛美 Fuku Manami) – ur. 14 października 1986;
- Marina Genda (jap. 源田 マリナ Genda Marina) – ur. 9 stycznia 1989;

## Dyskografia

### Single
| Rok  | Tytuł Album                                        | Charts | Charts  | Data Wydania / Charts                        |
| Rok  | Tytuł Album                                        | Niemcy | Austria | Data Wydania / Charts                        |
| ---- | -------------------------------------------------- | ------ | ------- | -------------------------------------------- |
| 2006 | King Kong Welcome to tokyo                         | 15     | 14      | 16 czerwca 2006 DE 11 Tygodni, AT 16 Tygodni |
| 2006 | My Samurai Welcome to tokyo                        | 17     | 15      | 15 września 2006 DE 9 Tygodni, AT 9 Tygodni  |
| 2006 | Guilty of Love Welcome to tokyo                    | 30     | 32      | 17 listopada 2006 DE 9 Tygodni, AT 8 Tygodni |
| 2007 | Hypnotized Welcome to tokyo [reedycja], The Symbol | 54     | 65      | 9 marca 2007 DE 5 Tygodni, AT 2 Tygodni      |
| 2007 | Japanese Boy The Symbol                            | 23     | –       | 05 października 2007 DE ? Wochen, AT—Tygodni |
| 2007 | Think About The Symbol                             | 44     | bd.     | 7 grudnia 2007 bd.                           |
| 2009 | Next Life Laught Party                             |        |         | 21 listopada 2009                            |

### Albumy
| Rok  | Tytuł            | Charts | Data Wydania / Listy Przebojów       |
| Rok  | Tytuł            | Niemcy | Data Wydania / Listy Przebojów       |
| ---- | ---------------- | ------ | ------------------------------------ |
| 2006 | Welcome to Tokyo | 63     | 4 grudnia 2006 DE 5 Tygodni, AT ---- |
| 2007 | The Symbol       |        | 7 grudnia 2007 bd.                   |
| 2009 | Laught Party     |        | 21 listopada 2009                    |

Wersje specjalne:

Welcome To Tokyo [reedycja]